# 孫家穆
孫家穆，安徽壽州人，清朝政治人物。
同治十年（1871年）辛未科進士。官户部云南司主事。光绪八年（1882年），雲南巡撫杜瑞聯報銷軍費，由崔尊彝和永昌知府潘英章前往北京向太常寺卿周瑞清、王文韶和景廉打通關節，孫家穆索賄十三萬兩，此時閻敬銘上任戶部尚書，孫家穆知其清廉，最後以八萬多兩了結。是年六月，御史陳啟泰奏參周瑞清受賄，朝廷立即派刑部尚書麟書、潘祖蔭確切查明，八月二十四日，江西道監察御史洪良品又奏稱雲南報銷案，戶部索賄八萬兩，後來王文韶、李鸿藻承认接受过“炭敬”。惇亲王奕誴主张严查“炭敬”、“节敬”、“别敬”、“赠敬”等变相贿赂，邓承修、张佩纶、盛昱等连上奏折表示支持，但翁同龢等表示反對，最后，慈禧太后對此不予追究，僅將王文韶、景廉、奎潤、董恂降二級調用，孙家穆與周瑞清革职、赔赃。